# Microphaeochroops laetus
Microphaeochroops laetus är en skalbaggsart som beskrevs av Gilbert John Arrow 1942. Microphaeochroops laetus ingår i släktet Microphaeochroops och familjen Hybosoridae. Inga underarter finns listade i Catalogue of Life.